# Naju
Naju (hangul  나주시, hanja 羅州市) är en stad i provinsen Södra Jeolla i Sydkorea. Folkmängden var 118 251 invånare i slutet av 2020. 

## Administrativ indelning
Centralorten med 32 414 invånare är indelad i sex stadsdelar (dong):
Geumnam-dong,
Ichang-dong,
Seongbuk-dong,
Songwol-dong,
Yeonggang-dong och
Yeongsan-dong.
Därtill kommer stadsdelen Bitgaram-dong, med 36 503 invånare, som ligger utanför centralorten. 
Resten av kommunen med 49 334 invånare är indelad i en köping (eup) och tolv socknar (myeon):
Bannam-myeon,
Bonghwang-myeon,
Dado-myeon,
Dasi-myeon,
Donggang-myeon,
Geumcheon-myeon,
Gongsan-myeon,
Munpyeong-myeon,
Nampyeong-eup,
Noan-myeon,
Sanpo-myeon,
Seji-myeon och
Wanggok-myeon.